# Insufficienza venosa cronica
Il termine di Insufficienza Venosa Cronica (IVC), anche se spesso è impropriamente usato come sinonimo di Variciosi o Malattia Venosa Cronica (MVC), definisce invece la sola condizione di deficit funzionale del sistema venoso, e pertanto è propria della storia naturale  di ogni patologia venosa in fase di scompenso funzionale. Ne discende che l’IVC si palesa nei quadri clinici identificati dai livelli C 3-6 della Classificazione CEAP (vedi Varicosi).

## Epidemiologia
La prevalenza della IVC, nei Paesi Occidentali è del 3,9% (♂4,1% - ♀3,7%) nelle forme cliniche più avanzate (lesioni cutanee distrofiche e distrofico-ulcerative) per arrivare fino al 13.4% (♂11,6% - ♀14,9%) nelle forme iniziali, caratterizzate dal solo gonfiore degli arti. 

## Fisiopatologia
L’edema, primo segno del cedimento della riserva funzionale del sistema venoso, è l’aumento percepibile del volume dei liquidi nella cute e nel sottocute, evidente col gonfiore dell’estremità. Segna il passaggio della varicosi primitiva o secondaria dallo stato di compenso a quello di scompenso, in modo simile all’insufficienza cardiaca, ove l’edema (degli arti o del polmone) trova nell’aumento della pressione venosa il comune determinismo con l’IVC. La differenza è che in tal ultimo caso il deficit di pompa non è a carico del muscolo cardiaco, ma a quello del polpaccio. È questo il motivo per cui l’IVC può realizzarsi, in assenza di flebopatie organiche, anche a seguito di un ridotto uso del sistema muscolare dell’arto (sedentarietà, deficit neurologici, obesità ecc). Se l’esordio dell’IVC è segnato dall’edema, sarà l’aumento della permeabilità capillare (generata dall’aumento della sua pressione venosa) a spostare in sottocute le componenti del plasma ematico, con le conseguenti reazioni infiammatorie e dolorose, tipiche delle dermatiti e dell’eczema della classe C4, inclusa l’ischemia causa delle ulcere.

## Inquadramento Clinico
L’IVC si sviluppa in tre stadi evolutivi secondo Widmer.
Il primo corrisponde al livello C3 cioè dell’edema, che compare inizialmente solo a sera, e si presenterà successivamente sempre più precocemente nell’arco della giornata. La sua consistenza è molle, con una pelle soffice, indolente; sede privilegiata malleolo e il terzo inferiore di gamba, quindi è tipicamente risparmiato il piede. I sintomi di questa fase sono quelli della MVC ma di maggior intensità.
Il secondo corrisponde al livello C4 con reazioni della cute discromiche, dermatitiche, ed ipodermiche che esiteranno, con l’avanzare dell’ischemia in vera ulcera e parleremo allora di terzo stadio corrispondente ai livelli C 5-6. I sintomi variano dal prurito o bruciore delle complicanze dermatologiche (C4-5) fino al dolore dell’ulcera attiva (C6).  

## Diagnosi
È essenzialmente clinica, ma si ricorre ad esami strumentali nell’intento sia di definire la natura e l’entità della flebopatia responsabile della IVC. Possiamo a tal fine contare su esami invasivi e non. I primi sono orientati a definire l’anatomia delle più complesse flebopatie come quelle a carico del circolo venoso profondo, e sono la flebografia con o senza TAC o RM. Più diffusi sono i non invasivi: EcoColorDoppler (con cui individuare entità sede dei reflussi), Reografia a luce riflessa (utile a quantizzare il compenso della pompa muscolare), TcPO, e TcPCO2( atti a valutare il trofismo tessutale).

## Terapia
Al di fuori dei trattamenti specifici della flebopatia responsabile della IVC, quest’ultima è elettivamente trattata con terapia conservativa igienico-contenitiva e farmacologica, destinata sia al compenso emodinamico con riduzione dell’edema, che alla cura delle complicanze distrofiche.
1) Cura del compenso e dell’edema. Con un bendaggio non elastico è possibile ridurre un edema, a condizione che si possa associare anche un’adeguata deambulazione, nel contesto di un corretto regime di vita, orientato a combattere la sedentarietà. Ridotto l’edema, sarà indossata una calza elastica terapeutica allo scopo di prevenirne il ritorno, lasciando così il ritorno venoso della gamba in buon compenso, in attesa di trattare definitivamente la patologia di base. 
2) Cura delle complicanze; può essere praticata con i seguenti gruppi di farmaci somministrati per via generale e locale (generalmente pomate o gel).
- Antinfiammatori per cura delle dermo-ipodermiti dei pazienti C4
- Farmaci attivi sulla coagulazione: dall'eparina al mesoglicano (nella cura dell’ulcera)[2].
- Capillaroprotettori dotati di azione antiedemigena, antinfiammatoria, venotonica, antiossidante, e pertanto indicati in tutte le espressioni della varicosi. Essi sono essenzialmente riconducibili a 4 gruppi: Biolavonoidi (Diosmina, Esperidina, Rutina); Antacianosidi (vaccinium myrtillus, vitis vinifera); Lattoni (Ginkgo Biloba Centella Asiatica); Saponine (Escina, Semi di Ippocastano) e la Cumarina (altresì attiva sul sistema linfatico)[1].

3)  Cura locale delle lesioni cutanee; preparati ad uso esclusivamente topico per le:
- ulcere con Medicazioni inerti od attive (cioè stimolanti biologicamente la rigenerazione o medicate con farmaci e disinfettanti) disinfettanti in forma liquida o tinture, pomate detergenti.
- dermatiti con farmaci prodotti industrialmente o in farmacia (galenici) in concentrazioni personalizzate a base di salicilati, di ossido di zinco, di solfato di rame, amamelide o mentolo[3].